# جيمي دل راي
جيمي دل راي (بالإنجليزية: Jimmy Del Ray)‏ هو مصارع هاوي أمريكي، ولد في 30 نوفمبر 1962 في غروف سيتي ‏ في الولايات المتحدة، وتوفي في 6 ديسمبر 2014 في تامبا في الولايات المتحدة بسبب حادث مرور.

## وصلات خارجية
- جيمي دل راي على موقع WrestlingData.com (الإنجليزية)
- جيمي دل راي على موقع CageMatch worker (الإنجليزية)
- جيمي دل راي على موقع قاعدة بيانات المصارعة على الإنترنت (الإنجليزية)
- جيمي دل راي على موقع عالم المصارعة على الإنترنت (الإنجليزية)

- جيمي دل راي على موقع IMDb (الإنجليزية)
- جيمي دل راي على موقع قاعدة بيانات الفيلم (الإنجليزية)
- جيمي دل راي على موقع كينوبويسك (الروسية)